# Valdíkov
Valdíkov (en allemand : Wladikau, Waldikau) est une commune du district de Třebíč, dans la région de Vysočina, en République tchèque. Sa population s'élevait à 110 habitants en 2020.

## Géographie
Valdíkov se trouve à 8,3 km au nord-est de Třebíč, à 33 km au sud-sud-est de Jihlava et à 146,5 km au sud-est de Prague.
La commune est limitée par Nárameč et Budišov au nord, par Kojatín à l'est, par Smrk et Vladislav au sud, et par Trnava à l'ouest.

## Histoire
La première mention écrite de la localité date de 1101.

## Transports
Par la route, Valdíkov se trouve à 9,5 km de Třebíč, à 42,5 km de Jihlava et à 173 km de Prague.